# غريس كيلي (مغنية)
غريس كيلي (بالإنجليزية: Grace Kelly)‏ هي عازفة الجاز وعازفة بيانو ومغنية أمريكية، ولدت في 15 مايو 1992 في ويليسلي (ماساتشوستس) في الولايات المتحدة.

## وصلات خارجية
- الموقع الرسمي
- غريس كيلي على موقع ميوزك برينز (الإنجليزية)
- غريس كيلي على موقع أول ميوزيك (الإنجليزية)